# Mikołaj Antropow
Mikołaj Antropow (ur. 30 listopada 1950 w Mińsku) – białoruski slawista, etymolog, etnolingwista, dialektolog, folklorysta, kandydat nauk filologicznych (1983), docent (2008), autor ok. 250 wydanych prac naukowych.

## Wykształcenie
W latach 1968–1973 studiował filologię rosyjską na wydziale filologicznym Białoruskiego Uniwersytetu Państwowego (BDU) (kwalifikacja “Filolog. Wykładowca języka i literatury rosyjskiej”). W czasie studiów zaczął pracę jako naukowiec w ramach seminarium pod kier. prof. M. Bułachowa. W 1971 wydał pierwszą pracę naukową, uczestniczył w studenckich konferencjach naukowych. Po służbie w wojsku (1973–1975) wrócił do wydziału filologicznego, gdzie pracował jako wykładowca na katedrze języka rosyjskiego (1975–1979, 1983–1984).

## Działalność naukowa
1979–1982 – studia doktoranckie na katedrze językoznawstwa ogólnego i słowiańskiego (kierownik naukowy – prof. A. Suprun).
1983 – obrona doktoratu “Nazwy ptaków w języku białoruskim na tle ogólnosłowiańskim” (ros. Названия птиц в белорусском языке на общеславянском фоне) wg specjalności 10.02.03 “Języki słowiańskie”.
1984 – młodszy pracownik naukowy, 1986–1991 – starszy pracownik naukowy w Laboratorium naukowym folkloru i dialektologii białoruskiej na katedrze literatury białoruskiej wydziału filologicznego BDU. Rozpoczął zbieranie materiałów polowych wg programu etnolingwistycznego dla “Białoruskiego atlasu folklorno-etnoligwistycznego” (BFEŁA), których znaczna ilość została opracowana, kartografowana i wydana w kilku seriach artykułów naukowych. W tym czasie nawiązał współpracę z sektorem etnolingwistyki i folkloru Instytutu słowianoznawstwa Rosyjskiej Akademii Nauk (RAN) i jego tymczasowym kierownikiem – akademikiem, zarządcą Moskiewskiej Szkoły Etnolingwistycznej N. Tołstojem. Znaczna ilość materiałów zebranych na Polesiu białoruskim przechowuje się w Archiwum poleskim Instytutu słowianoznawstwa RAN.
Do 1993 kierował seminarium “Aktualne problemy etnolingwistyki wschodniosłowiańskiej” na wydziale filologicznym BDU. W czasie seminarium zostało przygotowanych i obronionych ok. 35 projektów dyplomowych wg problematyki etnolingwistycznej.
1979–1982 – kierownik oddziału dialektologii i geografii lingwistycznej Instytutu językoznawstwa im. Jakuba Kołasa Akademii Nauk BSRR. Brał czynny udział w wypracowaniu koncepcji wydania i przygotowywaniu pierwszych tomów “Atlas leksykalny białoruskich gwar ludowych” (ŁABNH) (1993–1998). Wypracował 16 map (część we współpracy) dla 2. tomu “Rolnictwo”.
2000–2001 – starszy pracownik naukowy oddziału slawistyki i teorii języka Instytutu językoznawstwa im. Jakuba Kołasa Narodowej Akademii Nauk Białorusi, od 2004 – główny pracownik naukowy.
2000–2001 – docent katedry języka rosyjskiego na Uniwersytecie Erciyes w Kayseri (Turcja).
2005–2017 – kierownik oddziału slawistyki i teorii języka Instytutu językoznawstwa im. Jakuba Kołasa Narodowej Akademii Nauk Białorusi.
Od 2019 – główny pracownik naukowy sektoru etnolingwistyki i folkloru oddziału slawistyki i teorii języka Instytutu językoznawstwa im. Jakuba Kołasa Narodowej Akademii Nauk Białorusi.
Jako kierownik naukowy przygotował czterech kandydatów nauk; kierował pracą kilku aspirantów oddziału slawistyki i teorii języka; kilkukrotnie był oponentem oficjalnym na obronach doktoratów. W ciągu kilku lat pracował jako naczelnik komisji państwowych na wydziale filologicznym BDU, egzaminował magistrów i aspirantów. Prowadził wykłady na Uniwersytecie Masarykowym, Wiedeńskim, Lubelskim, Tartuskim, Instytucie języka łotewskiego Łotewskiej Akademii Nauk.

## Udział w krajowych i międzynarodowych projektach naukowych
Od 2000 wchodzi do zespołu autorów “Słownika etymologicznego języka białoruskiego”, który przez lata wznowienia pracy nad słownikiem przygotował 10–14 t. (2014–2017); od 11 t. jest redaktorem odpowiedzialnym słownika.
Brał udział w IX (Kijów, Ukraina; 1983), XIV (Ochryda, Macedonia Północna; 2008), XV (Mińsk, Białoruś; 2013) i XVI (Belgrad, Serbia; 2018) zjazdach slawistów; kilku Międzynarodowych kongresach białorutenistów; olbrzymich konferencjach naukowych szeregu zagranicznych uniwersytetów i akademii nauk krajów europejskich; tradycyjnych konferencjach etnolingwistycznych “Czytania Tołstojowskie” w Jasnej Polanie (Rosja) i in.
Brał aktywny udział w przygotowywaniu i prowadzeniu XV (Mińskiego) zjazdu slawistów, wchodził do komitetów organizacyjnego i programowego. W ramach przygotowywania wydań dla zjazdu jako układowca i redaktor odpowiedzialny wziął udział w przygotowywaniu i wydaniu zbioru “Białoruska slawistyka językoznawcza na zjazdach slawistów” (2013), dla którego napisał również przedmowę (razem z H. Cychunem).
Od 2008 jest przyjacielem Komisji etymologicznej, etnolingwistycznej i folklorystycznej przy Międzynarodowym komitecie slawistów (MKS); od 2010 – komisji “Ogólnosłowiańskiego atlasu lingwistycznego” przy MKS. Na XVI zjeździe slawistów w Belgradzie został wybrany naczelnikiem Komisji etymologicznej.
Jest przyjacielem zespołów redakcyjnych czasopisma “Lingwistyka białoruska” (biał. "Беларуская лінгвістыка") i rocznika “Folklor białoruski” (biał. "Беларускі фальклор"), stałym recenzentem wydania periodycznego “Wiadomości BDU. Seria 4.: Filologia. Dziennikarstwo. Pedagogika” (biał. "Веснік БДУ. Серыя 4.: Філалогія. Журналістыка. Педагогіка"); stałym recenzentem zagranicznym polskich wydań periodycznych: “Studia z Filologii Polskiej i Słowiańskiej” (Warszawa), “Etnolingwistyka” (Lublin), “Socjolingwistyka” (Kraków).
2014–2019 – kierował wspólnymi białorusko-polskimi projektami naukowymi “Wykorzystanie danych etymologicznych w badaniach etnolingwistycznych” i “Badanie motywacji semantycznej w językach białoruskim i polskim w diapazonie diachronicznym” wraz z profesorem Instytutu Slawistyki PAN M. Jakubowicz (Kraków). Wynikiem ich wykonania jest szereg publikacji uczestników projektu w krajowym i zagranicznym druku naukowym.

## Prace wybrane
- Z leksyki gwary rosyjskiej wsi Dubowyj Łog rejonu dobruskiego obwodu homelskiego[2] (ros. Из лексики русского говора села Дубовый Лог Добрушского р-на Гомельской обл., 1971);
- Białorusko (polesko)-bułgarskie paralele etnolingwistyczne w magii pluwialnej (bułg. Белоруско (полеско)-български етнолингвистични съответствия в областта на плувиалната магия, 1989);
- Możliwości etnoligwistyczne analizy tekstu folklorowego (biał. Этналінгвістычныя магчымасці аналізу фальклорнага тэксту, 1996);
- Białoruskie etiudy etnolingwistyczne: 1. kłoda / kłódka[3] (ros. Белорусские этнолингвистические этюды: 1. колода / колодка, 1998);
- O ekwiwalencji etnolingwistycznej w słowiańskich areałach niekontaktujących (aspekt białorusko-słowackie) (biał. Аб этналінгвістычнай эквівалентнасці ў славянскіх некантактуючых арэалах (беларуска-славацкі аспект), 2004);
- Struktura kodowa obrzędów i rytuałów białoruskich związanych z wzywaniem deszczu (ros. Кодовая структура белорусских обрядов и ритуалов, связанных с вызыванием дождя, 2004).